# Steuerobjekt
Als Steuerobjekt (oder Steuergegenstand) wird in der Steuerlehre und im Steuerrecht der Tatbestand bezeichnet, der eine Besteuerung auslöst. Pendant ist das Steuersubjekt.

## Allgemeines
Steuerobjekt ist der Tatbestand, an den das einzelne Steuergesetz eine Steuerpflicht knüpft. Das Steuerobjekt stellt die sachliche Voraussetzung zur Entstehung einer Steuerschuld dar. Das quantifizierbare (konkrete) Steuerobjekt bildet die Bemessungsgrundlage. So sind beispielsweise bei der Einkommensteuer die erzielten Einkünfte das Steuerobjekt (§ 2 Abs. 3 EStG) und die Höhe des zu versteuernden Einkommens die Bemessungsgrundlage (§ 2 Abs. 5 EStG).

## Arten
Steuergruppen legen die Steuererhebung, die Steuerart und damit das Steuerobjekt fest:
| Steuergruppe     | Steuererhebung auf                                               | Steuerart (unter anderem)                                       |
| ---------------- | ---------------------------------------------------------------- | --------------------------------------------------------------- |
| Aufwandsteuern   | Konsumausgaben für die persönliche Lebensführung                 | Hundesteuer Kraftfahrzeugsteuer Pferdesteuer Zweitwohnungsteuer |
| Besitzsteuern    | Vermögenszuwachs: Ertragsteuern Vermögensbesitz: Substanzsteuern | Einkommensteuer Gewerbesteuer Grundsteuer Körperschaftsteuer    |
| Verbrauchsteuern | Verbrauch bestimmter Güter                                       | Biersteuer Kaffeesteuer Tabaksteuer Mineralölsteuer             |
| Verkehrsteuern   | Teilnahme am Rechts- und Wirtschaftsverkehr                      | Grunderwerbsteuer Umsatzsteuer Versicherungsteuer               |

Die Steuerarten können auch nach dem Steuerobjekt unterschieden werden:
- Einkommensteuern: Steuerobjekt ist das Einkommen (Arbeitseinkommen, Kapitalertrag, Unternehmerlohn);
- Vermögensteuern: Steuerobjekt ist das Vermögen (Betriebsvermögen, Geldvermögen, Kapitalvermögen, Privatvermögen);
- Aufwandsteuern entstehen bei Konsumausgaben für den  persönlichen Lebensbedarf und stellen eine Einkommensverwendung dar;
- Verbrauchsteuern: Steuerobjekt ist der Verbrauch bestimmter Güter und Dienstleistungen.
- Verkehrsteuern: Steuerobjekt sind Transaktionen des Rechts- und Wirtschaftsverkehrs.

Werden einzelne Tatbestände eines Steuerobjekts aus dem Grundtatbestand ausgesondert, spricht man von objektiven Steuerbefreiungen.
Eine weitere Einteilung ist nach Bestands- und Strömungsgrößen möglich:
- Bestandsgrößen: Vermögen (Betriebsvermögen, Geldvermögen, Kapitalvermögen, Privatvermögen);
- Strömungsgrößen: Einkommen (Arbeitseinkommen, Kapitalertrag, Unternehmerlohn).

Das Betriebsvermögen bildet zusammen mit dem land- und forstwirtschaftlichen Vermögen, dem Grundvermögen und dem sonstigen Vermögen, das Volksvermögen, das Steuerobjekt der Vermögensteuer ist.
Steuerobjekte können sich nebeneinander reihen wie bei einer Lieferkette oder Vertriebskette. Dabei müssen die Steuerobjekte aufeinander abgestimmt werden, um Doppelbelastungen zu vermieden (wie bei der Mehrwertsteuer).

## Beispiele
Steuerobjekt kann ein Wirtschaftsgut (etwa ein Gewerbebetrieb, Grund und Boden), eine Transaktion (Umsatzerlöse, Börsenumsatz) oder ein Zahlungsstrom (Arbeitsentgelt, Kapitalertrag) sein. 
- Wirtschaftsgüter: Nach § 2 Abs. 1 GewStG unterliegt jeder stehende Gewerbebetrieb der Gewerbesteuer, soweit er im Inland betrieben wird. Die Anschaffung von Grundstücken etwa durch Grundstückskaufvertrag unterliegt gemäß § 1 GrEStG der Grunderwerbsteuer, ihr Grundbesitz der Grundsteuer.
- Transaktionen: Eine Veräußerung von Waren löst beim Verkäufer einen Umsatzerlös aus, der nach § 1 Abs. 1 UStG der Umsatzsteuer unterliegt. Wird durch Wertpapierorders ein Börsenumsatz ausgelöst, entsteht die Börsenumsatzsteuer (in Deutschland derzeit nicht).
- Zahlungsströme: Durch Zahlung des Arbeitsentgelts wird die Lohnsteuer ausgelöst, wobei der Arbeitgeber als Steuerzahler die Steuer einzubehalten und an das Finanzamt abzuführen hat und somit auch Steuerpflichtiger (§ 33 Abs. 1 AO), nicht aber der Steuerschuldner ist (das ist der Arbeitnehmer; § 38 Abs. 2 und 3 EStG). Beim Zufluss des Kapitalertrags ist die Kapitalertragsteuer zu entrichten.

## Realsteuern und Personensteuern
Realsteuern (oder Objektsteuern) knüpfen ohne Berücksichtigung der persönlichen Verhältnisse des Eigentümers oder Berechtigten an Steuerobjekte an und stellen nicht auf die persönliche Leistungsfähigkeit ab. Dagegen berücksichtigen die Personensteuern diese Leistungsfähigkeit der Steuersubjekte (natürliche und juristische Personen) weitgehend.

## International
In Österreich ist Steuerobjekt das Einkommen, in der Schweiz bei der direkten Bundessteuer der Reinertrag, weshalb sie hier auch Ertragsteuer genannt wird. 

## Wirtschaftliche Aspekte
In der Betriebswirtschaftslehre wird die Bedeutung der Steuerobjekte bei der Unternehmensbesteuerung untersucht. Steuerobjekte richten sich nach dem Unternehmenserfolg (Ertragsteuern), Substanzwert (Substanzsteuern), den Produktionsfaktoren und der Ausbringung (Faktor- und Produktsteuern) und nach Transaktionen (Verkehrsteuern).
Bei Steuerobjekten gibt es auch ein Substitutionsverhältnis. Gäbe es nicht das Steuerobjekt Schenkung (Schenkungsteuer), so bestünde ein Anreiz, das Steuerobjekt Erbschaft durch das Steuerobjekt Schenkung zu ersetzen oder umgekehrt. Wird beispielsweise Bier zum Steuerobjekt erhoben (Biersteuer), müssen auch andere alkoholische Getränke zum Steuerobjekt werden (Alkopopsteuer, Branntweinsteuer, Schaumweinsteuer, Weinsteuer: inzwischen alle im Alkoholsteuergesetz enthalten), um ein Ausweichen zu verhindern.
Liegt eine steuerrechtliche Doppelbesteuerung vor, müssen mehrere Steuerhoheitsträger (Staaten) beim selben Steuersubjekt (Subjektidentität) dasselbe Steuerobjekt (Objektidentität) mit gleichen Steuerarten (Steuergleichartigkeit) für denselben Zeitraum (Zeitraumidentität) besteuern. Um eine Doppelbesteuerung zu vermeiden oder zu begrenzen, werden Doppelbesteuerungsabkommen zwischen Staaten geschlossen.